# امپراتور شوان هان
امپراتور شوان هان (انگلیسی: Emperor Xuan of Han؛ ۹۱ قبل از میلاد – ۴۹ قبل از میلاد) با نام شخصی لیو بینگیی امپراتور دودمان هان در چین بود.
وی که نوه امپراتور وو بود پس از مرگ ژائو امپراتور هان و سلطنت کوتاه مدت لیو هه برای سلطنت انتخاب شد و پس از ۲۵ سال حکومت درگذشت و فرزندش یوان به پادشاهی رسید.